# Moraña
Moraña ist eine galicische Gemeinde in der Provinz Pontevedra im Nordwesten Spaniens mit 4.110 Einwohnern (Stand: 2024). 

## Gemeindegliederung
Die Gemeinde Moraña ist in neun Parroquias gegliedert:
| Parroquias             | Patrozinium  | Einwohner 2024 | Fläche km² | Dichte Einw./km² | Höhe msnm | Ortskennzahl |
| ---------------------- | ------------ | -------------- | ---------- | ---------------- | --------- | ------------ |
| Amil                   | San Mamede   | 334            | 6,61       | 51               | 314       | 36032010000  |
| Cosoirado              | Santa María  | 45             | 0,95       | 47               | 267       | 36032020000  |
| Gargantáns             | San Martiño  | 199            | 1,98       | 101              | 162       | 36032030000  |
| Lamas                  | Santa Cruz   | 293            | 3,54       | 83               | 142       | 36032050000  |
| Laxe                   | San Martiño  | 347            | 4,73       | 73               | 214       | 36032040000  |
| Rebón                  | San Pedro    | 335            | 8,13       | 41               | 134       | 36032080000  |
| Saiáns                 | San Salvador | 1.902          | 8,10       | 235              | 147       | 36032090000  |
| San Lourenzo de Moraña | San Lourenzo | 243            | 2,94       | 83               | 185       | 36032060000  |
| Santa Xusta de Moraña  | Santa Xusta  | 428            | 4,36       | 98               | 218       | 36032070000  |

## Wirtschaft
| Ackerbau, Viehzucht und Fischerei                                                  | 062   | 03,92  |
| Industrie                                                                          | 0295  | 018,65 |
| Bauwirtschaft                                                                      | 0229  | 014,48 |
| Dienstleistungsbetriebe                                                            | 0996  | 062,96 |
| Total                                                                              | 1.582 | 100,00 |
| * Daten aus dem Statistischen Amt für Wirtschaftliche Entwicklung in Galicien, IGE |       |        |

## Städtepartnerschaften
- Baião, Portugal (seit 2015)